# All-Star Game de la NBA 1964
El 14º All-Star Game de la NBA de la historia se disputó el día 14 de enero de 1964 en el Boston Garden de la ciudad de Boston, Massachusetts, siendo la cuarta y última vez que se disputaría un All-Star en el mítico estadio ya desaparecido. El equipo de la Conferencia Este estuvo dirigido por Red Auerbach, entrenador de Boston Celtics y el de la Conferencia Oeste por Fred Schaus, de Los Angeles Lakers. La victoria correspondió al equipo del Este, por 111-107, siendo elegido MVP del All-Star Game de la NBA el base de los Cincinnati Royals Oscar Robertson en la segunda ocasión que consiguió el galardón, y que consiguió 26 puntos, 14 rebotes y 8 asistencias, rozando el triple-doble. El partido estuvo amenazado por una huelga de jugadores, aunque finalmente se pudo celebrar. Por el Este, aparte de la aportación de Robertson, hay que destacar los 13 puntos y 21 rebotes del pívot de Boston Celtics Bill Russell. El peso del equipo del Oeste lo llevaron el jugador de los San Francisco Warriors Wilt Chamberlain y el de St. Louis Hawks Bob Pettit, que consiguieron 19 puntos cada uno, a los que hay que añadir 20 y 17 rebotes respectivamente.

## Estadísticas

### Conferencia Oeste
| CONFERENCIA OESTE               |     |     |     |     |     |     |     |     |
| Jugador, Equipo                 | MIN | TCA | TCI | TLA | TLI | REB | AST | PTS |
| Bob Pettit, St. Louis           | 36  | 6   | 15  | 7   | 9   | 17  | 2   | 19  |
| Elgin Baylor, Los Ángeles       | 29  | 5   | 15  | 5   | 11  | 8   | 5   | 15  |
| Walt Bellamy, Baltimore         | 23  | 4   | 11  | 3   | 5   | 7   | 0   | 11  |
| Guy Rodgers, San Francisco      | 22  | 3   | 6   | 0   | 0   | 2   | 2   | 6   |
| Jerry West, Los Ángeles         | 42  | 8   | 20  | 1   | 1   | 4   | 5   | 17  |
| Wilt Chamberlain, San Francisco | 37  | 4   | 14  | 11  | 14  | 20  | 1   | 19  |
| Terry Dischinger, Baltimore     | 13  | 2   | 4   | 3   | 3   | 2   | 1   | 7   |
| Bailey Howell, Detroit          | 6   | 1   | 3   | 0   | 0   | 2   | 0   | 2   |
| Don Ohl, Detroit                | 18  | 3   | 9   | 2   | 2   | 2   | 0   | 8   |
| Lenny Wilkens, St. Louis        | 14  | 1   | 5   | 1   | 1   | 0   | 0   | 3   |
| Totales                         | 240 | 37  | 102 | 33  | 46  | 64  | 16  | 107 |

MIN: Minutos. TCA: Tiros de campo anotados. TCI: Tiros de campo intentados. TLA: Tiros libres anotados. TLI: Tiros libres intentados. REB: Rebotes. AST: Asistencias. PTS: Puntos

### Conferencia Este
| CONFERENCIA ESTE            |     |     |     |     |     |     |     |     |
| Jugador, Equipo             | MIN | TCA | TCI | TLA | TLI | REB | AST | PTS |
| Jerry Lucas, Cincinnati     | 36  | 3   | 6   | 5   | 6   | 8   | 0   | 11  |
| Tom Heinsohn, Boston        | 21  | 5   | 12  | 0   | 0   | 3   | 0   | 10  |
| Bill Russell, Boston        | 42  | 6   | 13  | 1   | 2   | 21  | 2   | 13  |
| Oscar Robertson, Cincinnati | 42  | 10  | 23  | 6   | 10  | 14  | 8   | 26  |
| Hal Greer, Philadelphia     | 20  | 5   | 10  | 3   | 4   | 3   | 4   | 13  |
| Tom Gola, New York          | 7   | 0   | 0   | 1   | 2   | 0   | 1   | 1   |
| Chet Walker, Philadelphia   | 12  | 2   | 5   | 0   | 0   | 0   | 0   | 4   |
| Len Chappell, New York      | 12  | 1   | 5   | 2   | 2   | 1   | 2   | 4   |
| Wayne Embry, Cincinnati     | 21  | 6   | 14  | 1   | 1   | 7   | 1   | 13  |
| Sam Jones, Boston           | 27  | 8   | 20  | 0   | 0   | 4   | 3   | 16  |
| Totales                     | 240 | 46  | 108 | 19  | 27  | 61  | 21  | 111 |

MIN: Minutos. TCA: Tiros de campo anotados. TCI: Tiros de campo intentados. TLA: Tiros libres anotados. TLI: Tiros libres intentados. REB: Rebotes. AST: Asistencias. PTS: Puntos